# Гуменці (Ковельський район)
Гу́менці — село в Україні, у Головненській селищній громаді Ковельського району Волинської області.
Населення становить 149 осіб.

## Історія
У 1906 році село Згорянської волості Володимир-Волинського повіту Волинської губернії. Відстань від повітового міста 71  верст, від волості 4. Дворів 58, мешканців 332.
До 7 липня 2017 року село входило до складу Заболоттівської сільської ради Любомльського району Волинської області.

## Населення
Згідно з переписом УРСР 1989 року чисельність наявного населення села становила 181 особа, з яких 80 чоловіків та 101 жінка.
За переписом населення України 2001 року в селі мешкало 149 осіб. 100 % населення вказало своєю рідною мовою українську мову.